# Paul Erdmann Isert
Paul Erdmann Isert (Angermünde, 1756 – 21 de janeiro de 1789) foi um cirurgião, botânico e agricultor germano-dinamarquês.
Ele foi o primeiro cientista a identificar o pássaro cardeal-tecelão-vermelho; e também é conhecido por suas tentativas de acabar com o tráfico de escravos dinamarquês-norueguês.

## Biografia
Isert nasceu em Angermünde, Brandemburgo, mas foi educado em Berlim. Foi nomeado Cirurgião-Chefe de Christiansborg (Osu, Accra) na Guiné Dinamarquesa, chegando lá em 1783. Ele buscou essa posição por causa de seu desejo ardente de coletar espécimes de plantas da África Ocidental. Uma vez lá, percebendo que os habitantes não tinham linguagem escrita, ele sentiu que era seu dever registrar — para as gerações futuras — detalhes de todos os aspectos da vida na Costa do Ouro, conforme ele os observava, criando assim um trabalho etnográfico, bem como botânico.